# (20530) Johnayres
(20530) Johnayres (1999 RG55) – planetoida z pasa głównego asteroid okrążająca Słońce w ciągu 5,59 lat w średniej odległości 3,15 j.a. Odkryta 7 września 1999 roku.